# Karibská krize
Karibská krize (též Kubánská krize) byla mezinárodní politická krize, která hrozila přerůst v jaderný konflikt. Vypukla v říjnu 1962 v důsledku rozmístění sovětských raket středního doletu na Kubě, kterým SSSR odpověděl na umístění amerických raket v Turecku. V reakci na to vyhlásily Spojené státy americké blokádu Kuby, která měla zabránit dopravení dalších raket na toto území. To se podařilo, neboť sovětská plavidla se na hranici kontrolované zóny skutečně zastavila. Po dalších jednáních byly odstraněny i již instalované rakety, Spojené státy americké se zavázaly, že nenapadnou Kubu a že stáhnou svoje rakety středního doletu z Turecka (taktické jaderné pumy B61 tam zůstávají dodnes).
Dalším významným důsledkem této krize bylo zavedení horké dálnopisné linky mezi Bílým domem a Kremlem v roce 1963.

## Události předcházející krizi

### Pád Batistova režimu
V roce 1952 se moci na Kubě za podpory americké zpravodajské služby CIA zmocnil diktátor Fulgencio Batista. Téměř okamžitě se vytvořila opozice proti jeho vládě. Ta se zformovala do Hnutí mládeže století (Hnutí 26. července), do jehož čela se postavil mladý levicově orientovaný právník Fidel Castro, který za svoji opoziční činnost pobýval i ve vězení. Castro později odešel do mexického exilu, odkud v roce 1957 začal organizovat partyzánskou válku proti ostrovnímu režimu.
V roce 1959 povstalci zvítězili a prozatímním prezidentem se stal Manuel Urrutia. Fidel Castro zaujal funkci velitele ozbrojených sil. Tam ale nevydržel dlouho. Již 17. února 1959 byl jmenován předsedou nové reorganizované vlády. Tato nová vláda od začátku bezvýhradně podporovala nejchudší obyvatele a jedním z prvních rozhodnutí bylo zvýšení nejnižších mezd a snížení cen léků, elektřiny apod. Od začátku v této vládě také vzrůstal vliv komunistické strany. V říjnu 1959 dokonce Castro ostře zasáhl proti pravicovým odpůrcům komunistické strany (např. jeden z důstojníků, Hubert Matos, byl odsouzen k dvaceti letům vězení za svoji kritiku Komunistické strany Kuby).

### Americká blokáda Kuby
Hlavním důvodem Castrových zásahů proti nesouhlasným hlasům však nebyla přímá sympatie s komunisty. Castro se spíše bál spojení vnitřní opozice s exilovými organizacemi, jejichž aktivita výrazně narůstala. Castrova vláda mezitím stále více zasahovala do soukromého sektoru hospodářství (např. uvalila vysokou daň na těžbu ropy). Tato opatření se kubánských firem výrazně nedotkla, ovšem dotkla se amerických firem, které část svého podnikání provozovaly na Kubě.
Spojené státy americké se ihned rozhodly pro odvetná opatření a začaly blokovat obchod s Kubou, čímž ale Spojené státy odstartovaly kubánský příklon k Sovětskému svazu a přiřadily jim tak roli v bipolárním rozdělení světa. A v tomto momentě, tedy během roku 1960, také začala sovětská podpora Kuby. V dubnu 1960 ukončily Spojené státy americké veškerou svou pomoc Kubě a o měsíc později navázala Havana oficiální diplomatické a obchodní vztahy s Moskvou. Kuba zároveň ukončila veškeré dodávky cukru do Spojených států a ukončila tak svoji roli „cukřenky“ Spojených států. Sovětský svaz poté začal svoji masivní podporu Kuby, která zahrnula i úvěr ve výši sto milionů amerických dolarů určený především na nákup zbraní. Obě velmoci potvrdily začátek nových sporů posílením svých vojenských pozic. V listopadu 1960 například Spojené státy posílily vojenskou přítomnost v oblasti Antil.
Jako další krok obrany proti sebemenšímu americkému vlivu zvolil Fidel Castro znárodňování kubánských podniků, což zřejmě utvrdilo odhodlání Američanů zničit Castrův režim. To bylo definitivně potvrzeno 19. října 1960, kdy Spojené státy z Havany odvolaly svého velvyslance a úplně zablokovaly veškerý vývoz amerického zboží na Kubu. Všemi těmito opatřeními však Spojené státy jen prohlubovaly vztahy Moskva – Havana, a potvrzovaly tak postavení Kuby jako předsunuté hlídky SSSR na západní polokouli. Tato kubánská role byla potvrzena, když 3. ledna 1961 došlo k přerušení diplomatických vztahů mezi Havanou a Washingtonem. Spojené státy tak svou reakcí na kubánskou agrární reformu prakticky vehnaly Castra do náruče Sovětského svazu. Fakt, že jediná obrana proti politice USA vede přes SSSR, vedl Castra k akceptování komunismu, ačkoliv sám vyznavačem marxismu-leninismu nebyl a s kubánskými komunisty měl nejeden konflikt.

### Neúspěšný útok na Kubu

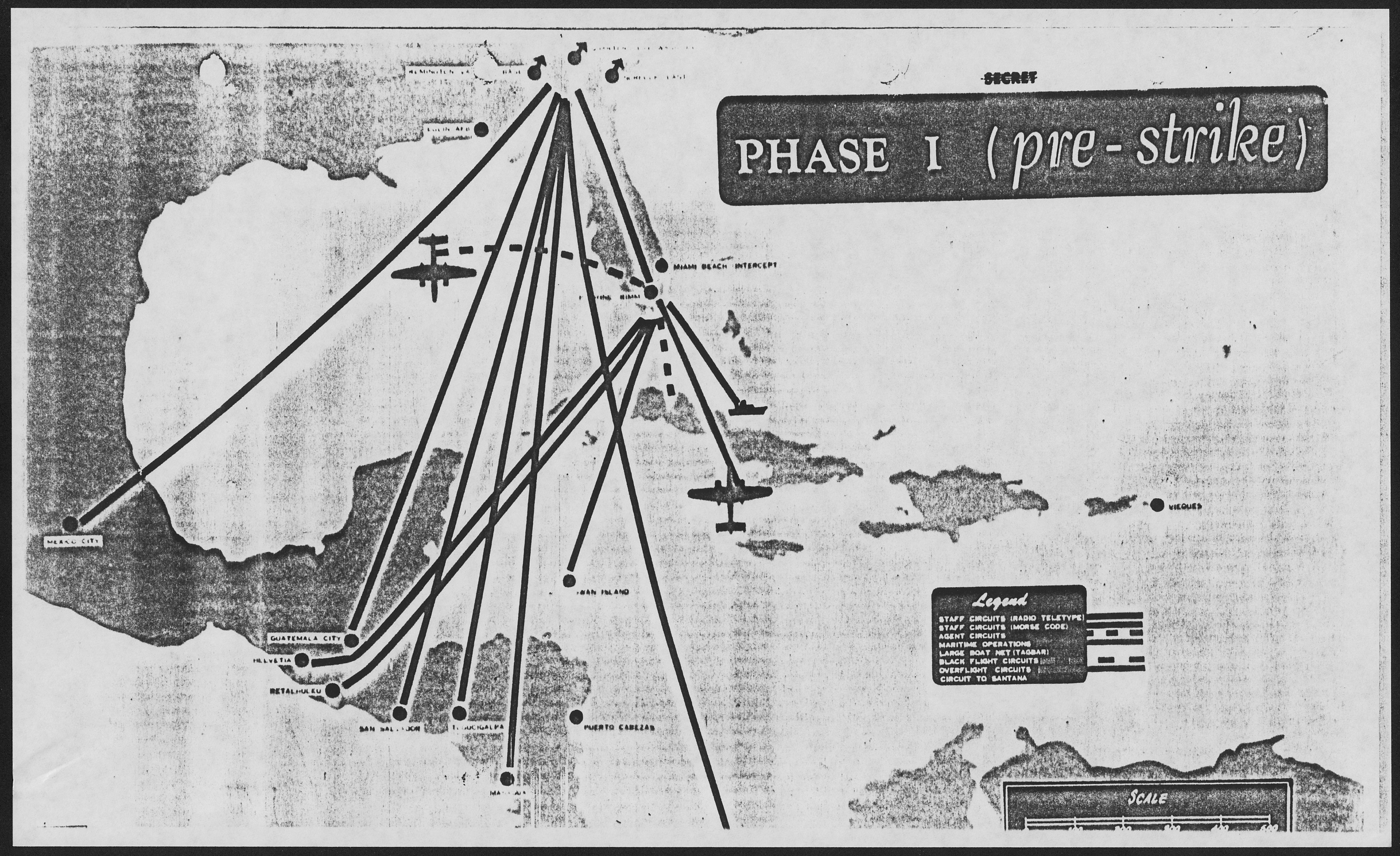
V roce 1961 byla pod vedením CIA podniknuta neúspěšná invaze na Kubu v zátoce Sviní

Po tomto Castrově rozhodnutí o znárodnění začaly Spojené státy organizovat tajné operace a opatření proti havanské vládě, mj. podporu kubánskému exilovému hnutí, kterému byly poskytnuty zbraně a výcvik od CIA (operace 40). 17. dubna 1961 se ozbrojené síly kubánského exilu vylodily v zátoce Sviní. Útok měl být (minimálně podle představ velitelů těchto invazních sil) podpořen v dalších fázích letectvem a ozbrojenými silami USA. Ve skutečnosti tento příslib měli od CIA, která ovšem nikdy nedocílila otevřeného souhlasu vládní administrativy s tímto bodem plánu.
Invaze byla špatně naplánována, k očekávanému povstání nedošlo a invazní jednotky samy byly slabé a mizerně vyzbrojené, což vedlo k jejich rychlému rozdrcení, zejména když rozhořčené reakce světové veřejnosti přesvědčily prezidenta Kennedyho, že podpořit zřejmě předem ztracenou věc by bylo nevhodné, takže se od celé věci distancoval. Castro díky tomuto útoku a následnému vítězství dostal příležitost na Kubě dokončit budování totality. To také učinil založením Sjednocení revolučních organizací (ORI), které spojovalo doposud samostatné politické subjekty (Hnutí 26. července, Lidovou socialistickou stranu a Direktorium 13. března). CIA však spustila operaci Mongoose s cílem destabilizovat režim a vyvolat povstání.
Ještě před tímto útokem, 13. března 1961, ale americká vláda vyhlásila otevřenou distanci od latinskoamerických diktatur.
Přes veškeré neshody ale kubánští činitelé, především Che Guevara a Fidel Castro, několikrát naznačili možnost uvolnění vazeb se sovětským blokem a ochotu „rozmrazit“ vztahy mezi Havanou a Washingtonem. Ale Kennedyho vláda na tyto náznaky nereagovala a posunula tak Kubu opět blíže Sovětskému svazu. Počátkem roku 1962 se Castro dokonce demonstrativně přihlásil k ideologii marxismu-leninismu, čímž ovšem ztratil podporu některých jihoamerických států a na lednovém sjezdu Organizace amerických států byla Kuba ostrakizována coby nástroj komunistického bloku. O několik dní později, 3. února, uvalily Spojené státy embargo na veškerý obchod s Kubou, zanedlouho poté byla Kuba dokonce vyloučena z Hospodářské a sociální rady Organizace amerických států a jiných sdružení a rad Organizace amerických států (navíc byla ustanovena komise, která měla plnit dozor nad dodržováním všech sankcí vůči Kubě).

## Rozmístění sovětských raket

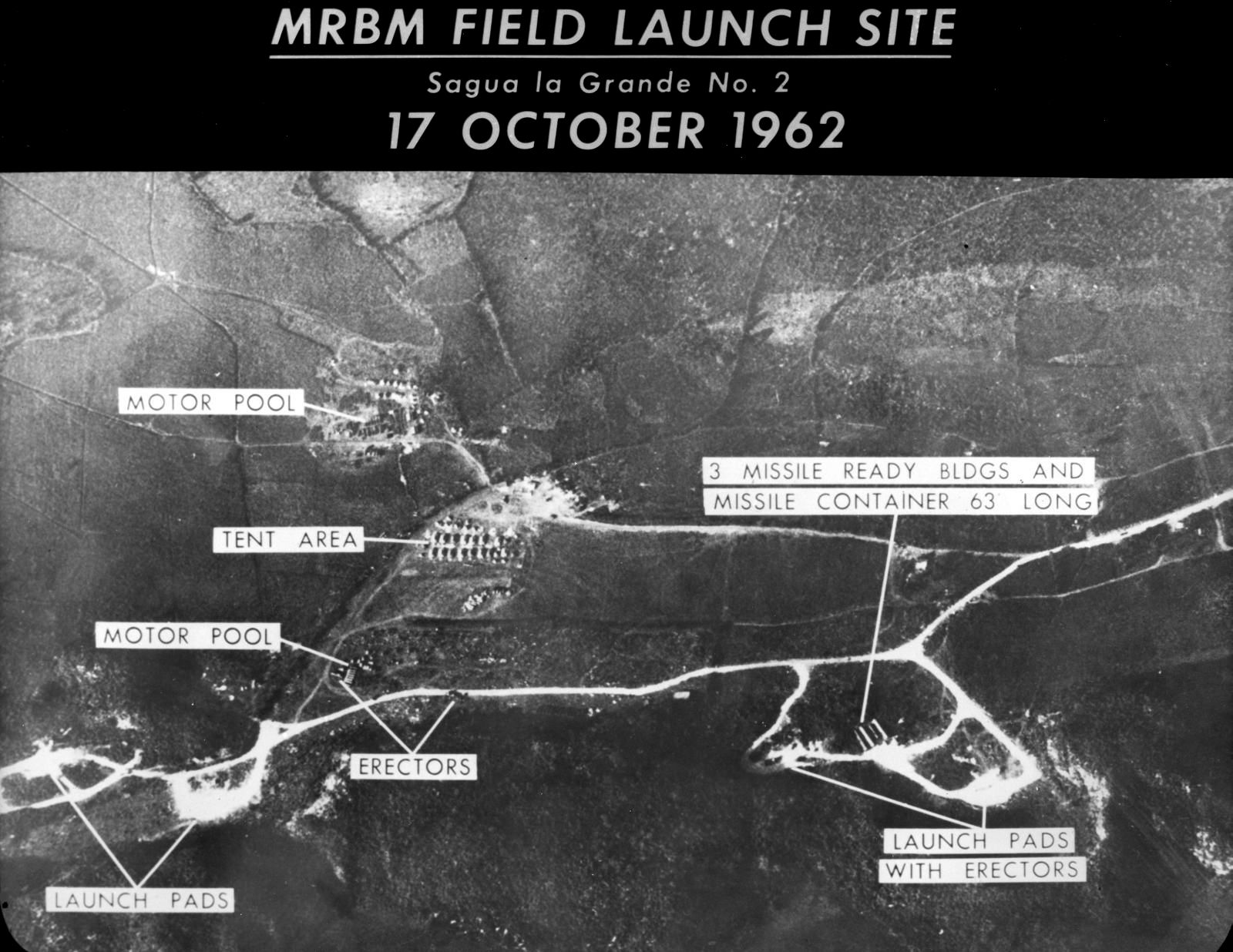
Letecký pohled USAF na kubánskou raketovou základnu

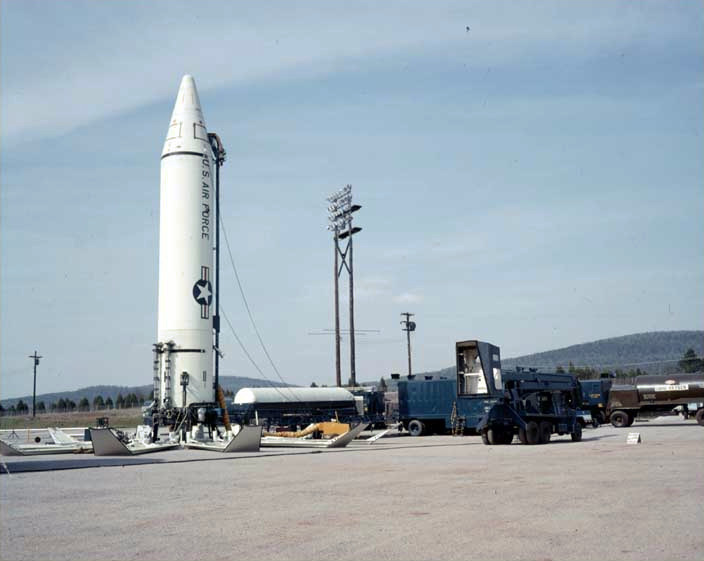
Více než 100 amerických balistických raket Jupiter vyzbrojených jadernými hlavicemi a schopných zasáhnout Moskvu bylo v roce 1961 rozmístěno v Itálii a Turecku

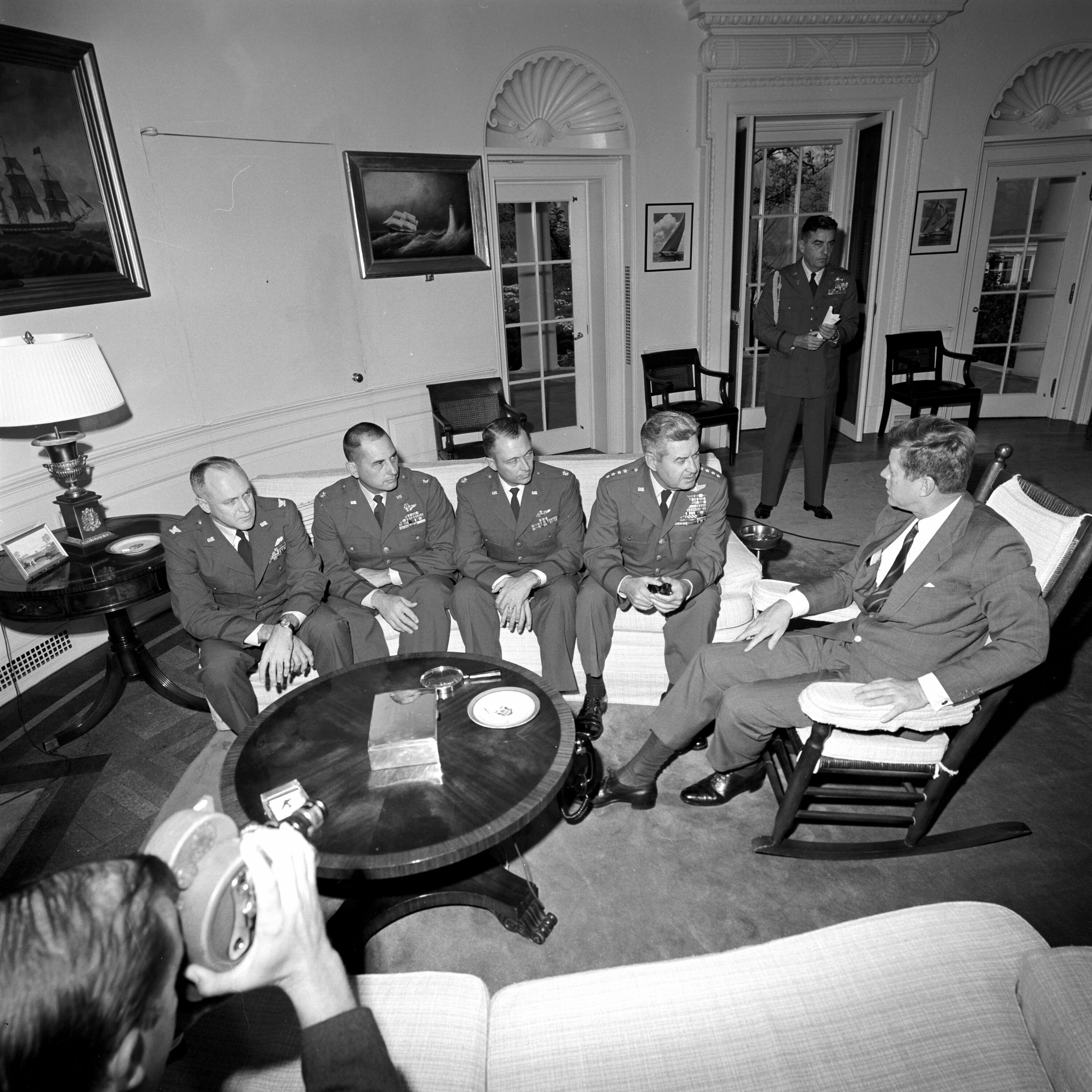
Prezident Kennedy a generál Curtis LeMay, který byl stoupencem tvrdé linie, 18. října 1962

Mezitím se v Moskvě zrodila operace Anadyr, jejíž náplní byl projekt vybudování sovětských vojenských základen na Kubě. Tento plán byl vymyšlen jako odpověď na rozmístění amerických střel v Turecku a Itálii. Během jara 1962 bylo o operaci definitivně rozhodnuto a v květnu na Kubu vyrazila sovětská delegace, která měla vyjednat souhlas kubánské vlády. Toho se jí také dostalo (souhlas byl bez váhání a jednohlasný) a v červnu už Chruščov potvrzoval sestavu velitelského sboru pro operaci a na Kubu byla zároveň vyslána další sovětská delegace, která s Havanou uzavřela sovětsko-kubánskou vojenskou smlouvu.
Od 12. července začal probíhat přesun vojenského materiálu a personálu na Kubu. Tehdy selhala americká rozvědka. Washington totiž o dění na Kubě dostal informace až koncem srpna. První varování, jako reakci na tyto informace, dostala Moskva 4. září 1962, zároveň Spojené státy povolaly do akce 150 tisíc záložních vojáků. Na toto varování Chruščov odpověděl prohlášením, že na Kubě žádné sovětské rakety neumístí. V té době už rakety ale na Kubě byly.
O necelý měsíc později založil prezident John Fitzgerald Kennedy, na základě pozorování průzkumných letounů, zvláštní skupinu CIA pro Kubu. Ve stejné době probíhalo zasedání Valného shromáždění OSN, kde kubánský prezident Osvaldo Dorticos Torrado reagoval na kritiku militarizace prohlášením, že země pouze reaguje na hrozbu vnější agrese.
Za další týden, 16. října 1962, se prezidentu Kennedymu dostaly do rukou snímky sovětských základen na Kubě. Okamžitě svolal schůzi se svými poradci, na které byla řešena otázka možného zásahu, případně jeho charakteru a možných rizik.
O dva dny později měl Kennedy v rukou další snímky Kuby. Zcela zřetelně z nich vyčetl rychlý postup sovětských prací. Podle vědecké analýzy nové ozbrojení „ostrova svobody“ ohrožovalo životy 80 milionů Američanů raketami Sandal SS-4 s doletem 2000 km, rakety Skean měly dosah 5000 km a tudíž by se jednalo o přímé ohrožení USA. Opět, tentokrát naléhavěji, diskutoval americký prezident se svými poradci o možnostech obrany proti takovému ohrožení a sovětských reakcích na taková opatření. Ještě téhož dne v 17 hodin se Kennedy setkal se sovětským ministrem zahraničí Andrejem Gromykem. Na této schůzce Gromyko vznesl požadavek, aby Spojené státy přestaly ohrožovat Kubu, a zároveň konstatoval, že Sovětský svaz Kubě pouze pomáhá s modernizací zemědělství a jen Kubě poskytuje malé množství obranných zbraní. O raketách na schůzce nepadlo ani slovo. Gromyko o nich pochopitelně nezačal a udivený Kennedy nakonec také ne.

## Námořní blokáda a vyhrocení
Spojené státy se nakonec, přes veškeré dohady, rozhodly reagovat na ohrožení námořní blokádou Kuby. Bylo rozhodnuto, že půjde pouze o čistě vojenskou blokádu a útočit budou Spojené státy pouze v případě selhání tohoto opatření. První vojenská opatření začala 22. října 1962 v pravé poledne. Tentýž den v 19:00 vystoupil prezident Kennedy v televizi a v rozhlase. Ve svém projevu vysvětloval svým občanům následující akci. Ta začala 24. října v 10:00. Den před tím se Rada Organizace amerických států usnesla na ukončení dodávky zbraní na Kubu. Zároveň počaly kubánské jednotky obléhat Guantánamo. Před polednem 23. října dorazila do Washingtonu odpověď na chystanou blokádu. Moskva se v ní postavila naprosto proti akci Spojených států a označila ji za ohrožení světového míru, vměšování se do cizích záležitostí apod.

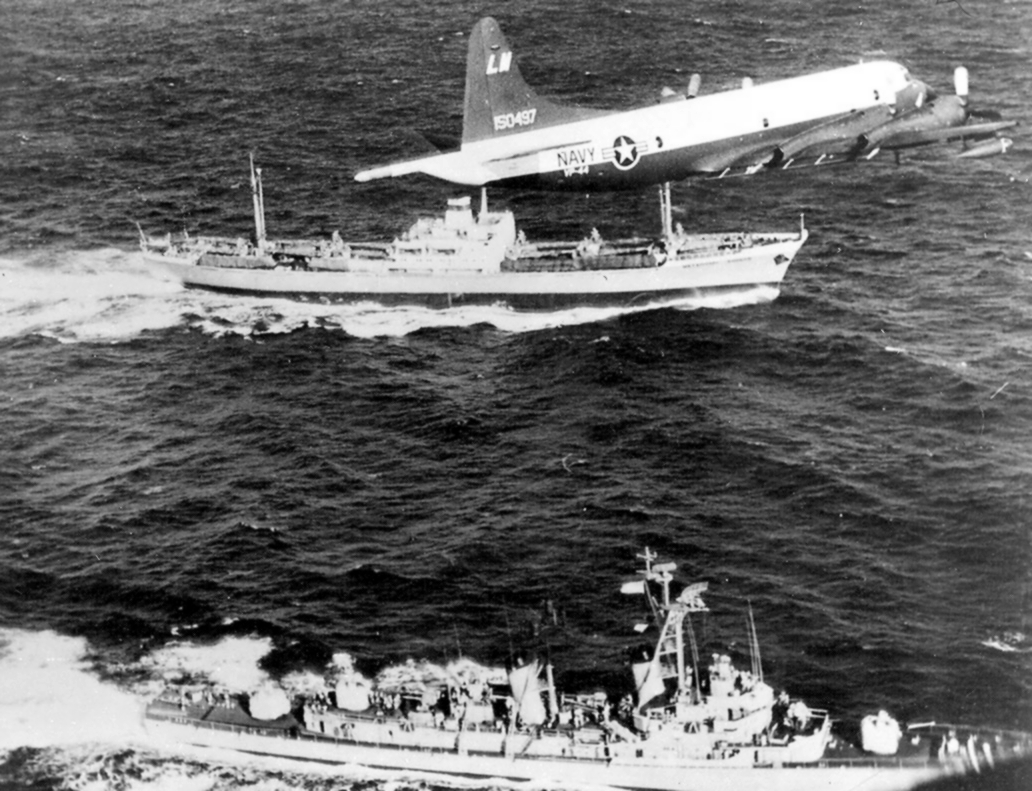
Námořní blokáda Kuby: P-3A-20-LO Orion (BuNo 150497) od VP-44, torpédoborec USS Barry (DD-933) (třída Forrest Sherman) a sovětská nákladní loď Metallurg Anosov (16 251 dwt; IMO 5233456)

Po započetí blokády se sovětské lodě, které nebyly podpořeny ponorkami, které pluly daleko za obchodními loděmi a byly to snad nejhorší dieselelektrické ponorky, které mohli Sověti do této akce zapojit, zastavily na hranici blokády na základě signálů vysílaných z USA válečných lodí (některé se obrátily k návratu), tankery podle dohody mohly projet. Na území Kuby však nadále probíhala kompletace již dovezených raketových systémů. V Severní Americe začala probíhat preventivní opatření (otevírání krytů, poplašné cvičení aj., zároveň začala velká nákupní horečka), vláda Spojených států začala zvažovat i embargo na dovoz ropy na ostrov a také začala nacvičovat v Západním Berlíně. Obávala se, že by se konflikt mohl přenést i tam.
O dva dny později Chruščov poprvé uznal existenci raket na Kubě a také prvně naznačil možnost kompromisu, o další den později vznesl jako základní požadavek stažení amerických raket z Turecka a Itálie. Ve stejný den, tedy 27. října, dali Sověti jasně najevo, že nenechají tuto situaci jen tak, a tak byl na popud sovětského důstojníka nad Kubou sestřelen americký špionážní letoun Lockheed U-2, jeho pilot major Rodolf Anderson, Jr. zahynul. To mělo za následek zamyšlení Kennedyho nad vážností situace a tak napsal další rozhořčený dopis pro Nikitu Chruščova, ve kterém se prezident Kennedy rozčiloval nad sestřelením letounu, který nicméně podle mezinárodního práva porušil územní celistvost Kuby a nad pokračující výstavbou sovětských základen na Kubě. V dopise Kennedy definitivně prohlásil, že jeho snaha o mírové řešení končí a dal Sovětskému svazu jasné ultimátum požadující stažení sovětských raket do 48 hodin. Zároveň uvedl, že pokud se tak stane, Spojené státy upustí od blokády Kuby a budou garantovat i její bezpečnost. Ultimáta se Sovětský svaz nezalekl, protože dál stupňoval své požadavky.

## Konec krize
Chruščov odpověděl již druhý den, 28. října, dopoledne. Jeho odpověď byla naprostým šokem pro Kubu a úlevou pro zbytek světa: Chruščov souhlasil se stažením zbraní z Kuby, ale vymínil si, že budou staženy rakety z Itálie a Turecka. Kennedy vyšel vstříc Sovětům a slíbil, že rakety z Turecka a Itálie odstraní. Hned další den byly nařízeny demontážní práce ze sovětské strany.
(V projevu k poslancům Nejvyššího sovětu v prosinci 1962 prohlásil Chruščov, že rakety byly staženy poté, co se USA zavázaly, že ani ony ani jiné státy Kubu nenapadnou. Tím mělo být podle sovětské interpretace dosaženo obranného cíle a rakety mohly být odstraněny. O amerických raketách v Itálii a Turecku se nezmínil.)
Tímto souhlasem se hrozící horká válka stala opět studenou válkou a hrozba jaderné katastrofy byla odložena na neurčito. I přes zdlouhavé jednání o přesných podmínkách stažení zbraní spory nastaly kolem určování, co je ještě obranná a co už útočná zbraň (tento spor se týkal především letounů Iljušin); největší problém byl ale s Castrovým odmítnutím kontroly odsunu sovětských zbraní. Fidel Castro se totiž cítil naprosto ošizen a vyřazen z veškerého jednání a neuklidnil ho ani příjezd Anastáze Mikojana, který měl za úkol vysvětlit mu všechny důvody vynechání kubánské vlády z jednání. Jako hlavní důvody uvedl nedostatek času a také argument, že v případě útoku jadernou zbraní by Kuba nebyla jen poškozena jako světové velmoci, ale rovnou by zmizela z mapy světa.
V téže době, kdy Mikojan uklidňoval rozčileného Castra, pobýval v New Yorku náměstek sovětského ministra zahraničí Vasil Kuzněcov, který zde vyjednával přesnou podobu sovětsko-americké dohody. Blokáda Kuby byla definitivně odvolána 20. listopadu 1962 po splnění Kennedyho požadavků. Sovětský svaz souhlasil i s kontrolou demilitarizace, ovšem jednání o tomto kroku elegantně přehodil na Kubu, coby suverénního státu. Jednání sice ještě pokračovala, Chruščov s Kennedym si vyměnili několik dalších dopisů (ty se však týkaly spíše budoucnosti vztahů s Kubou než minulé krize), ale karibská krize pomalu utichala. A to i přesto, že americké závazky ke Kubě písemně potvrdil až Henry Kissinger v roce 1970.